# Valle de la Ribeira
El Valle de la Ribeira (en portugués: Vale do Ribeira) es una región localizada al sur del estado de San Pablo y el este del estado de Paraná, en Brasil. Recibe este nombre en función de la cuenca hidrográfica del río Ribeira de Iguape y al Complejo Estuarial Lagunar de Iguape, Cananeia y Paranaguá. Su área de 2 830 666 hectáreas alberga una población de 481 224 habitantes e incluye totalmente el área de 31 municipios (9 paranaenses y 22 paulistas). Existen, además, otros 21 municipios en el Estado de Paraná y otros 18 en el Estado de San Pablo que están parcialmente incluidos en la cuenta del Ribeira
La región se destaca por la preservación de sus bosques y por su gran diversidad ecológica. Sus más de 2 millones de hectáreas de bosques equivalen a aproximadamente el 21 por ciento de los restos remanentes de la mata atlántica que existen en Brasil, siendo la mayor área continua de un ecosistema del Brasil. En este conjunto de áreas preservadas se encuentran no sólo bosques sino también importantes comunidades indígenas, comunidades quilombolas, comunidades caiçaras, inmigrantes y una biodiversidad en plena preservación. Alberta el 61 por ciento de la mata atlántica remanente en Brasil, 150 mil hectáreas de bancos de arena y 17 mil de manglares. Sus ecosistemas acuáticos están formados por río, estuario y mar y terrestres por duna, manglar, restinga y bosques húmedos. Por ser una de las áreas de mayor biodiversidad del mundo, la UNESCO lo declaró como Patrimonio Natural de la Humanidad en 1999.
Los principales ciclos económicos del Valle de la Ribeira se instalaron a lo largo de la historia y fueron: la exploración aurífera y otros minerales; el cultivo de arroz; el cultivo de café; el cultivo de té y el cultivo de plátanos. Los dos últimos forman la base de la economía local en las últimas décadas. Estos ciclos económicos transformaron el Valle en una potencial fuente de recursos naturales de bajo costo para las regiones próximas. La región es también productora de agua de calidad tanto para el consumo humano como para la fauna acuática. 